# Ludvík II. Neapolský

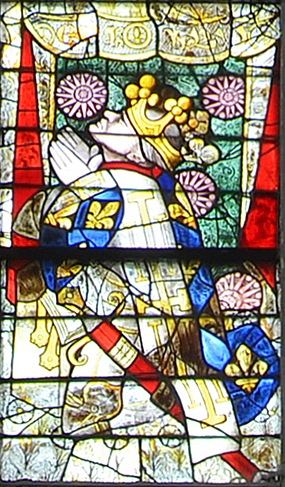
Ludvík II.

Ludvík II. Neapolský (5. říjen 1377 – 29. duben 1417) byl od roku 1384 do roku 1417 vévoda z Anjou a provensálský hrabě; činil si nárok na Neapolské království, ale ovládal pouze části království v letech 1390 až 1399. Jeho otec, Ludvík I. z Anjou – zakladatel rodu Valois-Anjou – byl mladším synem krále Jana II. Francouzského a adoptivním synem královny Johany I. Neapolské. Když jeho otec zemřel během vojenského tažení do Neapole v roce 1384, byl Ludvík II. stále ještě dítě. Anjou zdědil po svém otci, ale jeho matka Marie z Blois nedokázala přesvědčit jeho strýce vévodu Jana z Berry a vévodu Filipa II. Burgundského, aby pokračovali ve válce jejího manžela o Neapol. Provensálští šlechtici a města odmítli uznat Ludvíka II. za svého zákonného vládce, ale Marie z Blois je jednoho po druhém přesvědčila, aby mu v letech 1385 až 1387 přísahali věrnost.
Jeho bratranec, král Karel VI. Francouzský se rozhodl v roce 1389 podpořit jeho nárok na Neapol. Jeho vojska nemohla obsadit celé království, takže bylo prakticky rozděleno mezi Ludvíka II. a jeho protivníka Ladislava Neapolského. Konflikt mezi nástupcem Klementa VII., vzdoropapežem Benediktem XIII., a Francií oslabil jeho pozici a Ladislav ho donutil roku 1399 opustit Neapol a odejít do Provence.

## Život
Ludvík II. se narodil v Toulouse jako syn Ludvíka I. a Marie ze Châtillonu. V Angevin, které zahrnovalo Provence, měl soupeře, dědice Neapole, Karla.
Většina provensálských měst se po smrti Ludvíkova otce v roce 1384 vzbouřila. Jeho matka pak sestavila armádu, se kterou pochodovali od města k městu, aby získali podporu. Ludvík byl v roce 1387 uznán za hraběte z Provence.
V roce 1386, byl nezletilý syn Karla III. Neapolského Ladislav, po otcově smrti, vyloučen z následnictví Neapole. 1. listopadu 1389 byl Ludvík korunován králem Neapole avignonským vzdoropapežem Klementem VII. a následujícího roku se zmocnil Neapole. V roce 1399 byl svým protivníkem Ladislavem svržen.
V roce 1409, Ludvík osvobodil Řím od Ladislavovy okupace, v roce 1410, jako spojenec vzdoropapeže Jana XXIII., napadl Ladislava a porazil ho u Roccaseccy (1411). Nakonec Ludvík ztratil neapolskou podporu a musel odstoupit. Jeho nárok na Neapol přešel na jeho syna, Ludvíka III.
V roce 1400 se v Arles oženil s Jolandou Aragonskou.
Syn Ludvíka se zasnoubil s Kateřinou Burgundskou, dcerou Jana I. Burgundského. Nicméně poté, co Jan podnítil útok na francouzského dauphina, se Ludvík a jeho žena přidali k Armagnakům. Spojení s Kateřinou bylo zavrženo, což způsobilo nepřátelství burgundského vévody.
Ludvík se nezúčastnil bitvy u Azincourtu, protože měl zánět močového měchýře. Po bitvě uprchl z Paříže a připojil se ke své ženě a dětem v Angers.
Ludvík II. zemřel na zámku v Angers, v srdci Anjou, kde byl také pohřben.

## Potomci
Ludvík s Jolandou měli pět dětí:
- Ludvík III. z Anjou (25. září 1403 – 12. listopadu 1434), hrabě z Provence, vévoda z Kalábrie, z Anjou
- Marie z Anjou (14. října 1404 – 29. listopadu 1463), ⚭ 1422 Karel VII. Francouzský (22. února 1403 – 22. července 1461), francouzský král od roku 1422 až do své smrti
- René I. z Anjou (16. ledna 1409 – 10. července 1480), hrabě z Guise, vévoda z Baru, z Anjou, lotrinský vévoda, hrabě z Provence a v letech 1435–1442 neapolský král,
⚭ 1420 Izabela Lotrinská (1400–1453)
⚭ 1454 Jeanne de Laval (10. listopadu 1433 – 19. prosince 1498)
- Karel z Maine (1414–1472), hrabě z Maine,
⚭ 1434 Cobella Ruffo, hraběnka z Montalta a Corigliana
⚭ 1443 Isabela Lucemburská
- Jolanda (1412–1440),
⚭ Filip I. Brabantský (25. července 1404 – 4. srpna 1430), hrabě ze Saint-Pol, Ligny, brabantský a limburský vévoda od roku 1427 až do své smrti
⚭ 1431 František I. Bretaňský (14. května 1414 – 18. července 1450), bretaňský vévoda, hrabě z Montfortu a titulární hrabě z Richmondu

## Vývod z předků
|                      |                           |  |                         |                                    |  |  |  |  |  |  |  | Karel I. z Valois |
|                      |                           |  |                         |                                    |  |  |  |  |  |  |  |                   |
|                      | Filip VI. Francouzský     |  |                         |                                    |  |  |  |  |  |  |  |                   |
|                      |                           |  |                         |                                    |  |  |  |  |  |  |  |                   |
|                      |                           |  |                         | Markéta z Anjou                    |  |  |  |  |  |  |  |                   |
|                      |                           |  |                         |                                    |  |  |  |  |  |  |  |                   |
|                      | Jan II. Francouzský       |  |                         |                                    |  |  |  |  |  |  |  |                   |
|                      |                           |  |                         |                                    |  |  |  |  |  |  |  |                   |
|                      |                           |  |                         | Robert II. Burgundský              |  |  |  |  |  |  |  |                   |
|                      |                           |  |                         |                                    |  |  |  |  |  |  |  |                   |
|                      | Jana Burgundská           |  |                         |                                    |  |  |  |  |  |  |  |                   |
|                      |                           |  |                         |                                    |  |  |  |  |  |  |  |                   |
|                      |                           |  |                         | Anežka Francouzská                 |  |  |  |  |  |  |  |                   |
|                      |                           |  |                         |                                    |  |  |  |  |  |  |  |                   |
|                      | Ludvík I.                 |  |                         |                                    |  |  |  |  |  |  |  |                   |
|                      |                           |  |                         |                                    |  |  |  |  |  |  |  |                   |
|                      |                           |  |                         | Jindřich VII. Lucemburský          |  |  |  |  |  |  |  |                   |
|                      |                           |  |                         |                                    |  |  |  |  |  |  |  |                   |
|                      | Jan Lucemburský           |  |                         |                                    |  |  |  |  |  |  |  |                   |
|                      |                           |  |                         |                                    |  |  |  |  |  |  |  |                   |
|                      |                           |  |                         | Markéta Brabantská                 |  |  |  |  |  |  |  |                   |
|                      |                           |  |                         |                                    |  |  |  |  |  |  |  |                   |
|                      | Jitka Lucemburská         |  |                         |                                    |  |  |  |  |  |  |  |                   |
|                      |                           |  |                         |                                    |  |  |  |  |  |  |  |                   |
|                      |                           |  |                         | Václav II. Český                   |  |  |  |  |  |  |  |                   |
|                      |                           |  |                         |                                    |  |  |  |  |  |  |  |                   |
|                      | Eliška Přemyslovna        |  |                         |                                    |  |  |  |  |  |  |  |                   |
|                      |                           |  |                         |                                    |  |  |  |  |  |  |  |                   |
|                      |                           |  |                         | Guta Habsburská                    |  |  |  |  |  |  |  |                   |
|                      |                           |  |                         |                                    |  |  |  |  |  |  |  |                   |
| Ludvík II. Neapolský |                           |  |                         |                                    |  |  |  |  |  |  |  |                   |
|                      |                           |  |                         |                                    |  |  |  |  |  |  |  |                   |
|                      |                           |  | Hugo II., hrabě z Blois |                                    |  |  |  |  |  |  |  |                   |
|                      |                           |  |                         |                                    |  |  |  |  |  |  |  |                   |
|                      | Vít I. z Blois-Châtillonu |  |                         |                                    |  |  |  |  |  |  |  |                   |
|                      |                           |  |                         |                                    |  |  |  |  |  |  |  |                   |
|                      |                           |  |                         | Beatrix z Dampierre                |  |  |  |  |  |  |  |                   |
|                      |                           |  |                         |                                    |  |  |  |  |  |  |  |                   |
|                      | Karel z Blois             |  |                         |                                    |  |  |  |  |  |  |  |                   |
|                      |                           |  |                         |                                    |  |  |  |  |  |  |  |                   |
|                      |                           |  |                         | Karel I. z Valois                  |  |  |  |  |  |  |  |                   |
|                      |                           |  |                         |                                    |  |  |  |  |  |  |  |                   |
|                      | Markéta z Valois          |  |                         |                                    |  |  |  |  |  |  |  |                   |
|                      |                           |  |                         |                                    |  |  |  |  |  |  |  |                   |
|                      |                           |  |                         | Markéta z Anjou                    |  |  |  |  |  |  |  |                   |
|                      |                           |  |                         |                                    |  |  |  |  |  |  |  |                   |
|                      | Marie ze Châtillonu       |  |                         |                                    |  |  |  |  |  |  |  |                   |
|                      |                           |  |                         |                                    |  |  |  |  |  |  |  |                   |
|                      |                           |  |                         | Artur II. Bretaňský                |  |  |  |  |  |  |  |                   |
|                      |                           |  |                         |                                    |  |  |  |  |  |  |  |                   |
|                      | Vít z Penthièvre          |  |                         |                                    |  |  |  |  |  |  |  |                   |
|                      |                           |  |                         |                                    |  |  |  |  |  |  |  |                   |
|                      |                           |  |                         | Marie z Limoges                    |  |  |  |  |  |  |  |                   |
|                      |                           |  |                         |                                    |  |  |  |  |  |  |  |                   |
|                      | Johana Bretaňská          |  |                         |                                    |  |  |  |  |  |  |  |                   |
|                      |                           |  |                         |                                    |  |  |  |  |  |  |  |                   |
|                      |                           |  |                         | Hendrik IV van Avaugour            |  |  |  |  |  |  |  |                   |
|                      |                           |  |                         |                                    |  |  |  |  |  |  |  |                   |
|                      | Jeanne d'Avaugour         |  |                         |                                    |  |  |  |  |  |  |  |                   |
|                      |                           |  |                         |                                    |  |  |  |  |  |  |  |                   |
|                      |                           |  |                         | Jeanne d'Harcourt, Dame de L'Aigle |  |  |  |  |  |  |  |                   |
|                      |                           |  |                         |                                    |  |  |  |  |  |  |  |                   |